# Rezerwat przyrody Ďurova mláka
Rezerwat przyrody Postávka (słow. Prírodná rezervácia Ďurova mláka) – rezerwat przyrody w grupie górskiej Wyhorlat we wschodniej Słowacji, w granicach Obszaru Chronionego Krajobrazu Wyhorlat. Powierzchnia 2,14 ha. Na terenie rezerwatu obowiązuje 5. stopień ochrony.

## Położenie
Leży na wysokości ok. 810 m n.p.m., na lokalnym wypłaszczeniu niewybitnego ramienia, wybiegającego w kierunku północno-zachodnim od szczytu Jedlinka (ok. 860 m n.p.m.) w głównym grzbiecie Wyhorlatu, ok. 1 km na zachód od Tri tably (825 m n.p.m.). Położony jest w katastrze wsi Zemplínske Hámre w powiecie Snina w kraju preszowskim.

## Historia
Rezerwat został powołany rozporządzeniem Ministerstwa Kultury Słowackiej Republiki Socjalistycznej z 1980 r. Nowelizacja statusu rozporządzeniem Ministerstwa Środowiska Naturalnego Republiki Słowackiej nr 38 z dnia 23 marca 1993 r.

## Charakterystyka
Głównym elementem rezerwatu jest torfowisko Ďurova mláka w kształcie dość foremnego koła o powierzchni 0,27 ha. Powstało w płytkim zaklęśnięciu terenu o nieprzepuszczalnym podłożu. Jest to najmniejsze i najmłodsze torfowisko chronione na terenie CHKO Vihorlat. Wraz z innymi podobnymi obiektami w okolicy (Postávka, Hybkania i jeziorko Kotlík) przedstawia najmłodsze stadium sukcesyjne rozwoju zespołów bagienno-torfowiskowych w północnej części Wyhorlatu.
Torfowisko ma niewielką grubość. Na cienkiej warstwie obumarłych szczątków różnych gatunków torfowców rozwinęły się specyficzne zespoły roślinne. Obok wilgociolubnych gatunków turzyc (turzyca bagienna, turzyca nitkowata, turzyca dzióbkowata) rosną tu m.in. trzcinnik lancetowaty oraz rzadka w wyższych położeniach górskich paproć zachylnik błotny. Występuje tu również niezwykle rzadki na Słowacji gatunek z rodziny storczykowatych – kukułka Ruthego (stoplamek Ruthego).
Torfowisko otacza naturalny las bukowy.

## Cel powołania
Celem powołania rezerwatu była potrzeba ochrony najmłodszego torfowiska w Wyhorlacie, przedstawiającego specyficzny biotop bagienno-torfowiskowy, w którym występuje szereg gatunków rzadkich i chronionych roślin. Torfowisko to, ze względu na swój wiek i dobry stan zachowania, ma ważne znaczenie dla badań nad rozwojem torfowisk górskich.

## Ochrona
Torfowisko, które znajduje się w dość znacznej odległości od znakowanych szlaków turystycznych, nie jest narażone na antropopresję. 